# Сиријуски експерименти
„Сиријуски експерименти“ (енгл. The Sirian Experiments) је роман британске књижевнице, добитнице Нобелове награде за књижевност, Дорис Лесинг. Ово дело научне фантастике, објављено 1980, треће је од пет дела из серије романа „Канопус у Аргу“. Радња овог романа, као и радња романа „Шикаста“, говори о мирној планети Шикасти. За разлику од „Шикасте“, у којој је радња представљена са тачке гледишта становника Канопуса у Аргу, овде је представљена са тачке гледишта становника Сиријуса.
Године 1981. овај роман је ушао у ужи избор за награду „Букер“, а следеће године је номинован за Аустралијску награду за научнофантастично достигнуће (енгл. Australian Science Fiction Achievement Award).